# Кармина Бурана (Орф)
За ръкописния поетически сборник от 13 век виж Кармина Бурана
„Кармина Бурана“ (на латински: Carmina Burana) е произведение на немския композитор Карл Орф. Самият автор я определя като сценична кантата. Произведението е в 25 части за сопран, тенор и баритон, детски хор, голям хор и оркестър (14 от отделните части се изпълняват от хора). За първи път произведението се изпълнява във Франкфурт през 1937 година, в Сан Франциско през 1958 година, в Лондон (концертно) – през 1960 година и се налага като едно от най-предпочитаните съвременни произведения.